# Ordre du Mérite civil (Bulgarie)

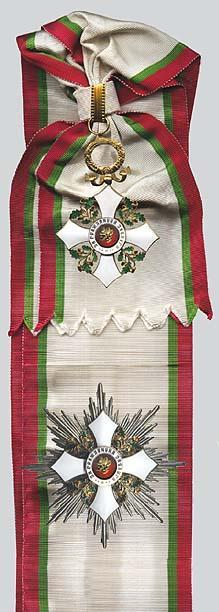
Écharpe et insigne de l'ordre du Mérite civil bulgare

Pour l’article homonyme, voir Ordre du Mérite civil.
L'ordre du Mérite civil (en bulgare : Орденът "За гражданска заслуга") est un ordre honorifique bulgare institué le 2 août 1891 par le Prince Ferdinand Ier de Bulgarie pour récompenser les services et mérites civils et diplomatiques rendus à la Couronne.

## Structure
À l'origine, l'Ordre Royal du Mérite Civil de Bulgarie comprend six classes. 
- Grand Croix (plaque d'or)
- Grand Croix (plaque d'argent)
- Grand Officier
- Commandeur
- Officier
- Chevalier (avec couronne)
- Chevalier (sans couronne)
- Médaille (avec couronne)
- Médaille (sans couronne)

Sous le régime communiste, l'Ordre royal du Mérite Civil disparait et cesse d'être un ordre national. 
Après la chute du mur de Berlin, la République est proclamée. L'ordre du Mérite Civil est restauré, mais avec seulement 2 grades. 
L'ordre du Mérite Civile de Bulgarie n'a pas retrouvé le prestige historique qu'il avait sous la Monarchie. 
La République de Roumanie a su conserver le prestige continu de l'Ordre de l'Etoile de Roumanie.
Ruban blanc, bordé de deux raies accolées, l'une rouge, l'autre verte.
| IVe Classe | Ve Classe |
| ---------- | --------- |
|            |           |
|            |           |